# Führung (Sozialwissenschaften)
Der Ausdruck Führung bzw. dessen Verb führen trägt im Neuhochdeutschen die Bedeutung „leiten“, „die Richtung bestimmen“, „in Bewegung setzen“ und kommt in zahlreichen Wissenschaften vor. Speziell in den Sozialwissenschaften bezeichnet der Begriff planende, koordinierende und kontrollierende Tätigkeiten in Gruppen und Organisationen (engl. leadership).

## Umsetzung
Der Zweck der Führung besteht in der Beeinflussung der Einstellungen und des Verhaltens zur Zielerreichung. Die Funktion der Führung wird von Mitgliedern der Gruppe als soziale Rolle in unterschiedlichem Umfang und Intensität wahrgenommen. Diese Mitglieder (Führungskräfte) müssen über bestimmte, organisationsspezifische Führungskompetenzen verfügen. Die Verhaltensbeeinflussung kann direkt oder indirekt erfolgen. Beispiele für direkte Einflussnahme sind die Erfüllung der Vorbildfunktion, das Setzen oder Vereinbaren von Zielen, die Entwicklung von Fähigkeiten oder die Erfolgskontrolle von Leistungen. Die indirekte Führung erfolgt in der Regel über Anreiz-, Planungs- oder Kennzahlensysteme und über kulturelle Normen, Werte und Standards.